# Jaime de Rocamora y Cascante
Jaime de Rocamora y Cascante (Orihuela el 17 de junio de 1684-Orihuela, 1740) fue el V marqués de Rafal, V barón de Puebla de Rocamora y XIII señor de Benferri.

## Biografía
Nacido en Orihuela el 17 de junio de 1684, era hijo del XI señor de Benferri, Vicente de Rocamora y Ruiz y de Isabel de Cascante. Era el sexto hijo del matrimonio y el menor de todos ellos. 
Una serie de acontecimientos le llevaron a poseer el señorío de Benferri. Su hermano Jerónimo de Rocamora y Cascante había heredado a la muerte de su padre el señorío pasando a ser el XII señor, pero murió sin descendencia a consecuencia del disparo de arma de fuego que recibió de un criminal que huía de la justicia de Orihuela. Sus hermanos Francisco y Juan, que estaban por delante en la lista de sucesión, le cedieron sus derechos sucesorios debido a que estaban ordenados como sacerdotes. Esto lo llevó a poseer el señorío, pasando a ser el XIII señor de Benferri en agosto de 1722.
Jaime se desposó en la Catedral de Orihuela el 11 de junio de 1723 con Margarita de Heredia y Bazán. Fruto de este matrimonio sólo nació Antonia de Rocamora y Heredia, heredera de todo el patrimonio familiar.
Jaime era tataranieto de Jerónimo de Rocamora y Thomas y bisnieto de Nicolás de Rocamora y Molins, y tras encabezar la titularidad del señorío de Benferri, pasaba a ser el heredero del mayorazgo de Rafal en caso de falta de sucesión según las obligaciones que estipuló su fundador Jerónimo, mayorazgo perteneciente a la línea principal de la Casa de Rocamora.
En 1736 recayó sobre él el título de marqués de Rafal tras el fallecimiento sin descendencia de la prima hermana de su abuelo, Jerónima de Rocamora y Cascante, convirtiéndose en el V marqués de Rafal y heredando las posesiones ligadas históricamente a este título, como era el caso de la baronía de la Puebla de Rocamora, siendo su V barón. Sólo ostentó el título de marqués y el de barón cuatro años.
Jaime igualó en patrimonio a su tatarabuelo Jerónimo al unir de nuevo las posesiones del mayorazgo de Rafal con el señorío de Benferri casi cien años después de su separación, no quedando separados ambos territorios hasta la abolición de los señoríos en 1812. 
De esta forma, quedó asegurado una vez más el dominio de la Casa de Rocamora sobre estas tierras.
Tras el fallecimiento de Jaime de Rocamora y Cascante en 1740, los títulos con todas las posesiones pasaron a su única hija.